# Садраддинова, Зельфира Насираддин Кызы
Зельфира Насираддин Кызы Садраддинова (4 января 1996, с. Челухоево, Беловский район, Кемеровская область, Россия) — российская женщина-борец вольного стиля, призёр чемпионатов России.

## Карьера
Является воспитанницей СШОР Кузбасса в городе Белово, выступает под руководством Сафрона Якучакова В апреле 2013 года в городе Гулькевичи Краснодарского края, одержала победу на первенстве России среди девушек. 6 марта 2014 года ей было присвоено спортивное звание мастер спорта России. В августе 2018 года в Смоленске завоевала серебряную медаль чемпионата России, в финале проиграла Веронике Чумиковой из Чувашии. В марте 2019 года в сербском Нови-Саде на Первенстве Европы среди молодёжи U23 в схватке за третье место одержала техническую победу по очкам над хозяйкой ковра Анной Фабиан со счетом 11:1, завоевав бронзовую медаль. В июне 2023 года в Каспийске на чемпионате России, стала серебряным призёром, в финале уступила Жаргалме Цыремпиловой из Бурятии.

## Личная жизнь
Родилась в селе Челухоево Беловского района Кемеровской области. Отец — азербайджанец, мать — телеутка.

## Спортивные результаты
- Чемпионат России по женской борьбе 2018 — ;
- Первенство Европы по женской борьбе среди молодёжи U23 2023 — ;
- Чемпионат России по женской борьбе 2023 — ;